# لوبيتال (أين)
لوبيتال (بالفرنسية: Lhôpital)‏ هي بلدية فرنسية تقع في إقليم الأين في فرنسا. رمز إنسي لها هو:1215. أما الرمز البريدي لها فهو: 1420.